# Muzeum Łowiectwa i Jeździectwa w Warszawie
Muzeum Łowiectwa i Jeździectwa – muzeum w Warszawie gromadzące przedmioty oraz zajmujące się popularyzacją wiedzy z zakresu tematyki przyrodniczej, łowieckiej i hipologicznej. Od 2018 jest oddziałem Muzeum Łazienki Królewskie w Warszawie. 
Placówka mieści się Koszarach Kantonistów i Stajni Kubickiego, 

## Historia
W 1982 r. połączono dwie inicjatywy: powołania muzeum łowiectwa (zespół działający od 1977 pod kierunkiem artysty plastyka Tomasza Konarskiego) i muzeum jeździectwa (zespół pragnący utworzyć Muzeum Konia). Połączone muzeum zostało powołane 1 lipca 1983. Dyrektorem  został Tomasz Konarski (do 1993). Pierwsze małe wystawy – w czasie adaptacji budynków w Łazienkach – urządzono w siedzibie Polskiego Związku Łowieckiego przy Nowym Świecie. Pierwszą stałą ekspozycję w Koszarach Kantonistów, zatytułowaną "Wiosna, lato, jesień, zima", otwarto w 1985.
W 1993 dyrektorem Muzeum został Piotr Hubert Świda.
W 1995 Muzeum uzyskało do dyspozycji część Stajni Kubickiego.
W 2017 Minister Kultury i Dziedzictwa Narodowego dokonał połączenia placówki z Muzeum Łazienki Królewskie z dniem 1 stycznia 2018.

## Opis
W budynku Koszar Kantonistów prezentowane są wystawy stałe (Polski salon myśliwski XIX/XX w.; W polu i w kniei – sala „Las” i sala „Ptaki:Oko w oko”) oraz wystawy czasowe. W Stajni Kubickiego mieści się Powozownia im. Zbigniewa Prus-Niewiadomskiego.
Koszary Kantonistów wyposażone są w specjalny podjazd dla wózków inwalidzkich, a Stajnia Kubickiego – w specjalne podesty umożliwiające wjazd wózkiem.
Muzeum organizuje wystawy stałe i ekspozycje czasowe oraz inne imprezy i zajęcia w oparciu o posiadane zbiory.

## Galeria

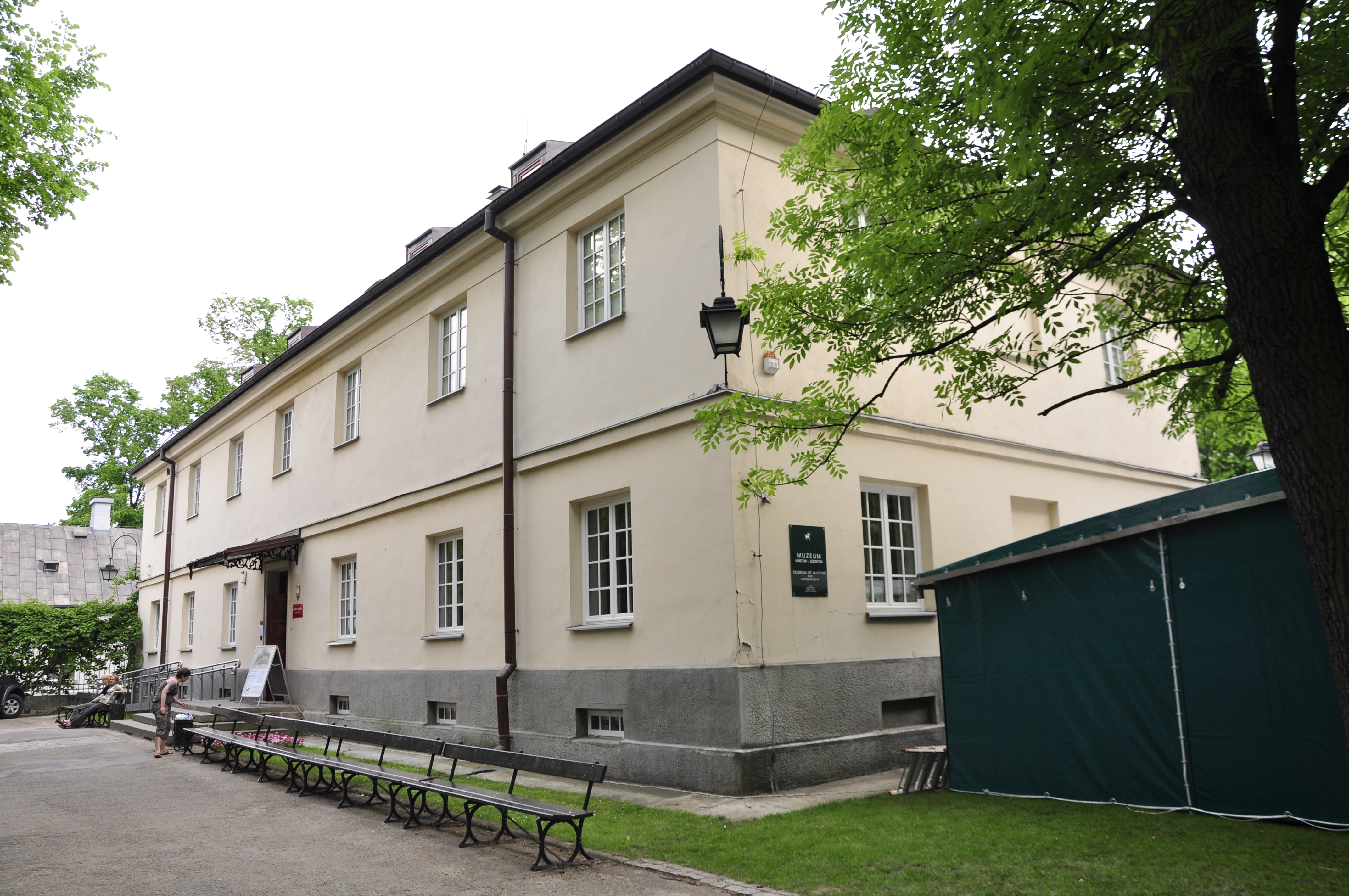
Koszary Kantonistów
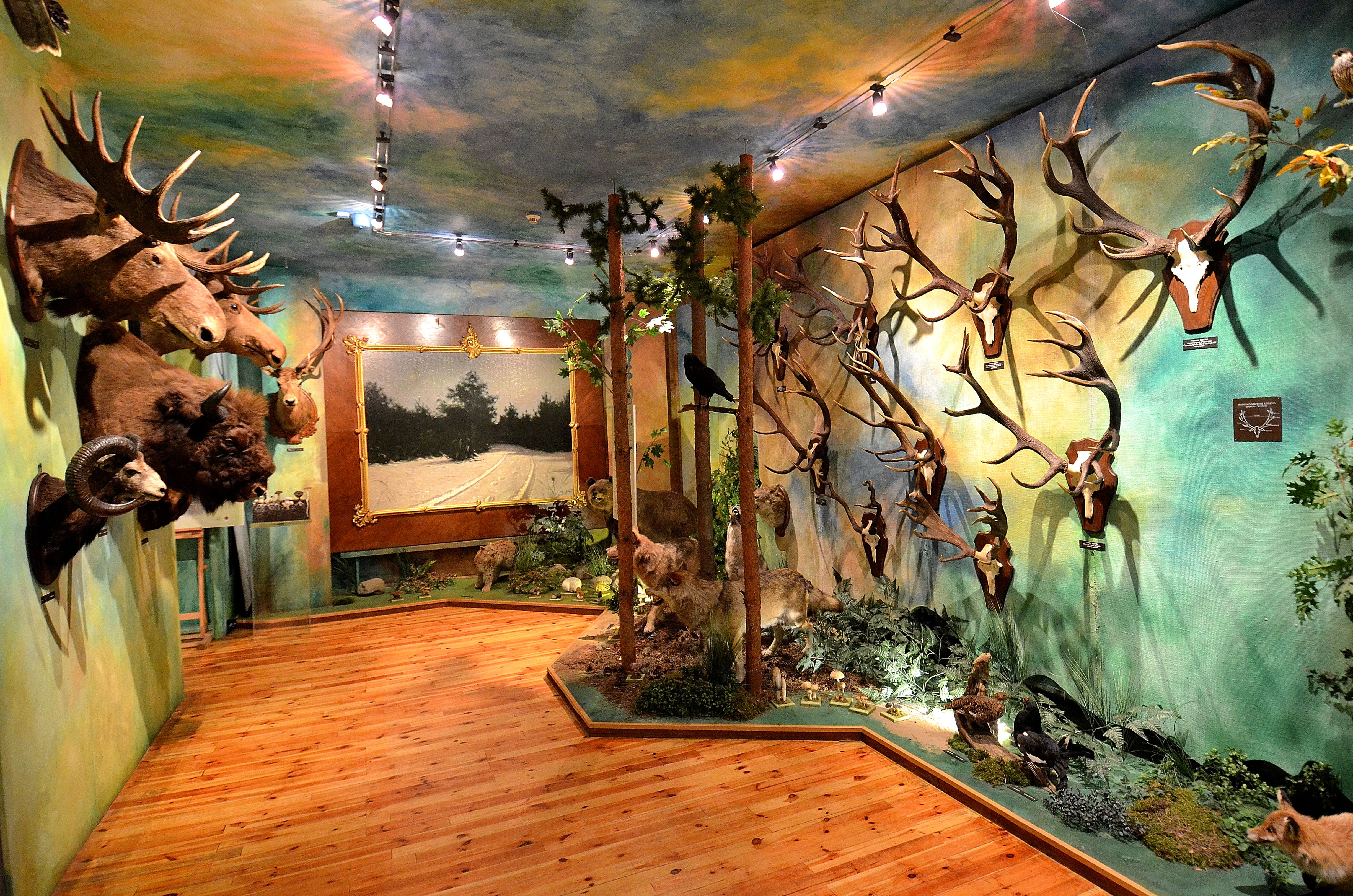
Fragment ekspozycji w Koszarach Kantonistów
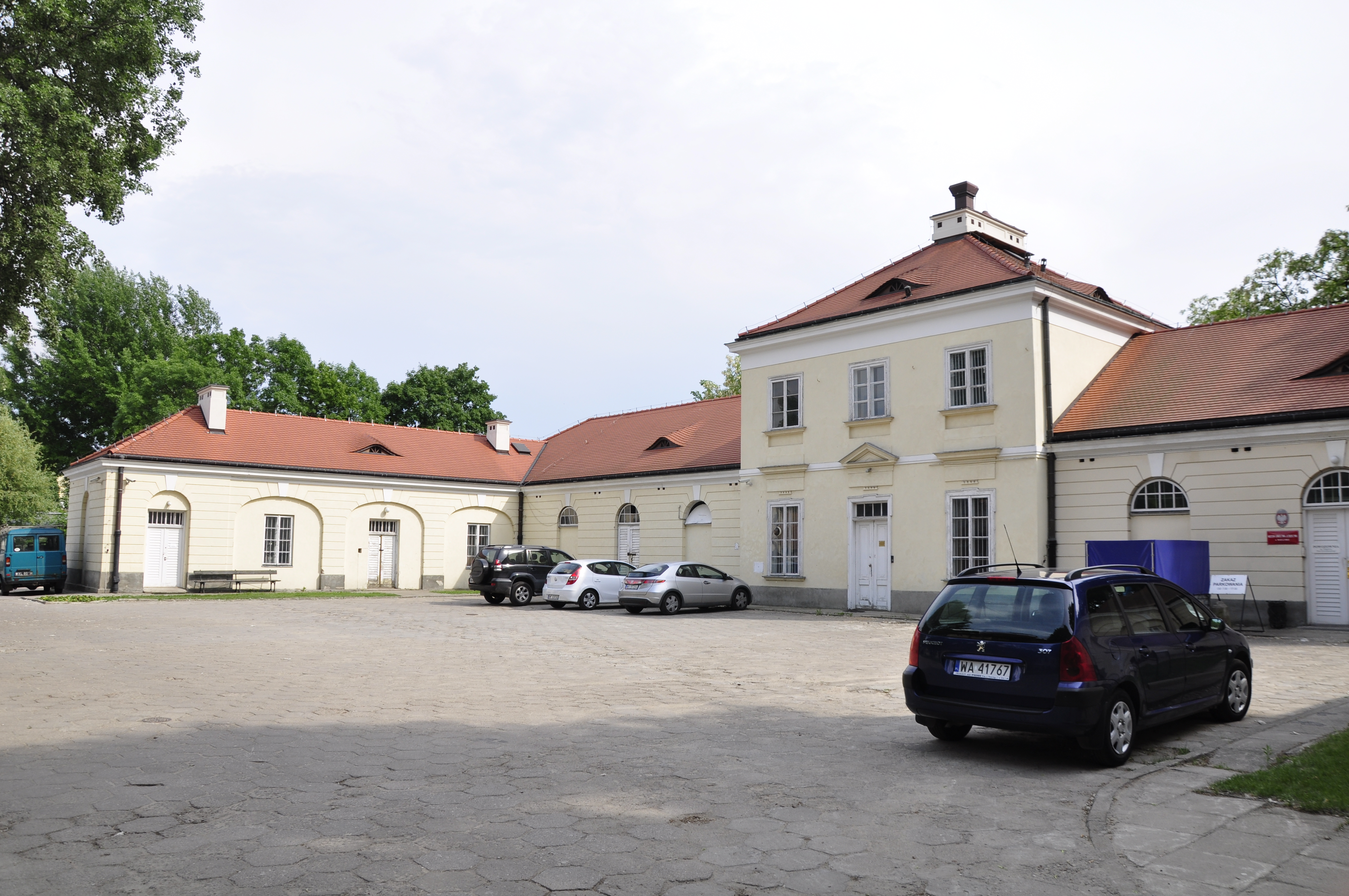
Stajnia Kubickiego
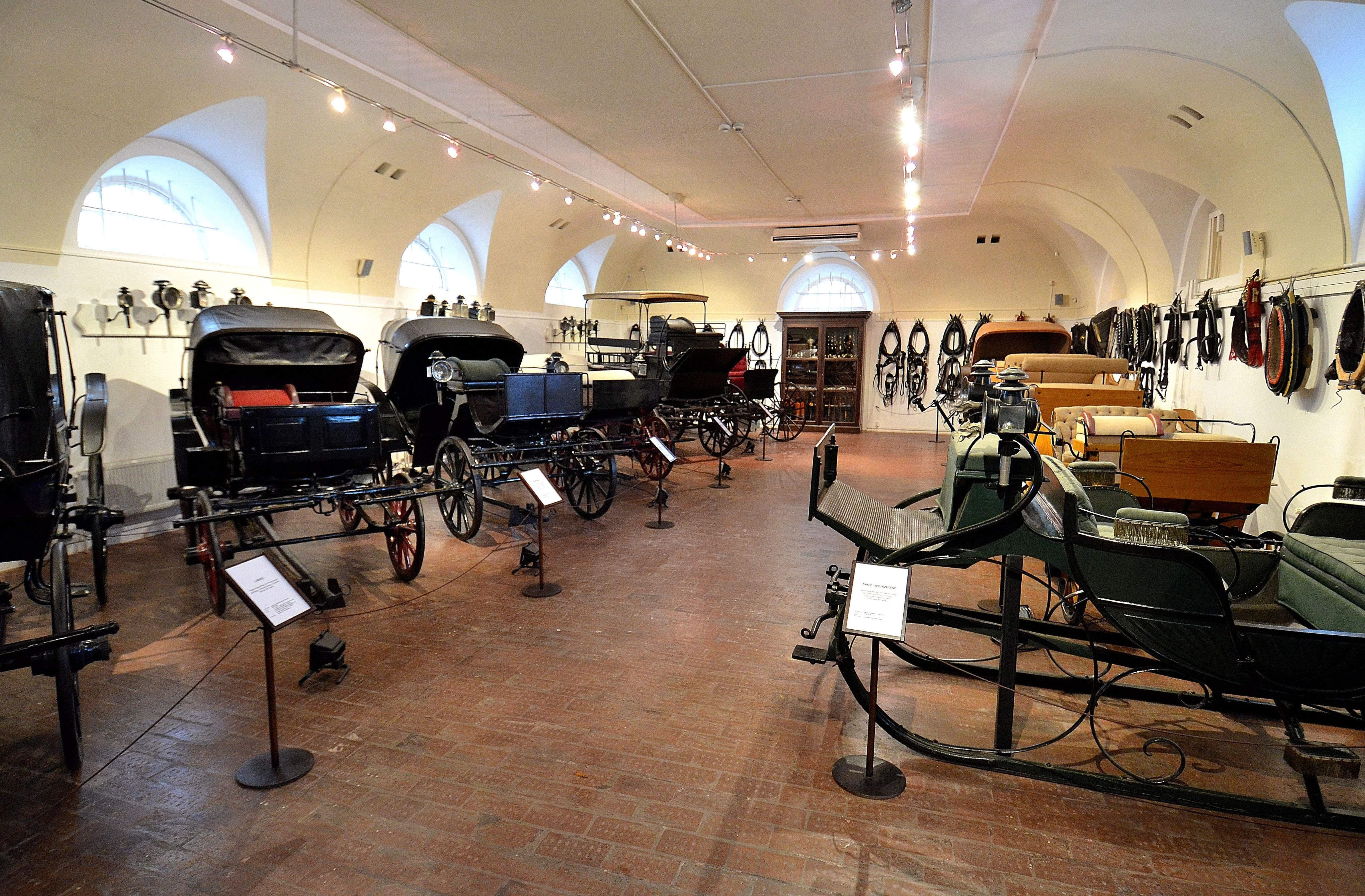
Powozownia w Stajni Kubickiego (ekspozycja archiwalna)